# Reichsgericht
Il Reichsgericht (tedesco: [ˈʁaɪçs.ɡəˌʁɪçt], Corte di giustizia del Reich) è stato il tribunale penale e civile supremo del Reich tedesco dal 1879 al 1945. Aveva sede a Lipsia, in Germania. La Corte Suprema venne istituita quando entrarono in vigore le Reichsjustizgesetze (leggi sulla giustizia imperiale) e costituì un corpo di giurisprudenza ampiamente apprezzato durante il periodo dell'Impero tedesco e della Repubblica di Weimar.
Durante l'ascesa del Terzo Reich, il Reichsgericht fu profondamente coinvolto nell'agenda nazionalsocialista. Venne anche coinvolto in questioni di diritto matrimoniale e contrattuale nazista prima dell'emanazione delle leggi di Norimberga. Durante e dopo il periodo nazista ricevette critiche per la facilità, e persino la disponibilità, con cui forniva il più alto livello di giustificazione legale formale ai programmi nazisti. Immediatamente dopo la fine della seconda guerra mondiale, il Reichsgericht fu sciolto e riformato nell'Alta Corte tedesca per la regione economica unificata (Trizone), le zone di occupazione alleate di Francia, Regno Unito e Stati Uniti.

## Edificio
Situato a Lipsia, in Sassonia, l'edificio Reichsgerichtsgebäude venne progettato da Ludwig Hoffmann e Peter Dybwad e la costruzione fu completata nel 1895. Fu progettato in stile rinascimentale italiano e presenta due ampi cortili, una cupola centrale e un ampio portico all'ingresso. Il ricco timpano decorativo e le sculture sono di Otto Lessing. Dopo la riunificazione, l'ex edificio del Reichsgericht fu ristrutturato e divenne la sede del Bundesverwaltungsgericht (Tribunale amministrativo federale).